# Острода
Острода (пољ. Ostróda) град је у Пољској у Војводству варминско-мазурском. По подацима из 2012. године број становника у месту је био 34 047.

## Становништво
| 2012.  |
| ------ |
| 34 047 |

## Партнерски градови
- Таураге, Остероде ам Харц